# Hrobka rodiny Josefa Förstera
Hrobka rodiny Josefa Förstera se nachází na hřbitově ve Zlatých Horách v okrese Jeseník. Ministerstvem kultury České republiky byla v roce 1994 prohlášena kulturní památkou ČR. Kulturní památku tvoří soubor dvou hrobek rodiny Försterů.

## Historie
Josef Förster byl významný kamenický podnikatel ve Zlatých Horách. Ve dvacátých letech 20. století (krátce po roce 1921) vytvořil pro jeho rodinu hrobku akademický sochař Engelbert Kaps (1867–1975). V roce 1997 proběhla její restaurace.

## Popis
Pozdně secesní hrobka je zhotovena z černé žuly, socha truchlící ženy z bílého laaserského mramoru a hlava Krista s trnovou korunou z bronzu. Truchlící žena oděná do splývavého šatu se v žalu sklání nad urnou, která je obtočena věncem z růžových květů. Do náhrobní desky byla vyryta jména zemřelých.
Obdobný námět truchlící ženy je zpracován na Ličakivském hřbitově ve Lvově. Náhrobek básníka a ukrajinského národního buditele Markiana Šaškeviče (1811–1843) vytvořil H. Perier o osmdesát let dříve. Náhrobek je bílé barvy a plastika truchlící ženy černá.